# 陈雪礼
陈雪礼（1985年4月—），四川雅安人。男，汉族。加入中国共产党。军械工程学院机械设计与制造专业毕业，军事学硕士。

## 生平
2015年3月前，任成都军区某部工程师。
2013年，当选第十二届全国人民代表大会解放军代表。2017年时，为南部战区陆军某部工程师。中国军网展示的照片中，陈雪礼肩章为两杠一星，即少校军衔。2018年2月24日，当选为第十三届全国人大代表。